# Cihuatlán
Cihuatlán é um município do estado de Jalisco, no México.
Em 2005, o município possuía um total de 30.241 habitantes.